# Кошелёк или жизнь
Кошелёк или жизнь (англ. Trick or Treat) — короткометражный мультфильм 1952 года студии The Walt Disney Company. 102-й по счёту мультфильм серии «Дональд Дак».

## Сюжет
Хеллоуин. Над ночным городом на метле пролетает ведьма Хэйзел (озвучена Джун Форей). Она замечает Билли, Вилли и Дилли, перодетых в чёртика, привидение и волшебника, которые выпрашивают сладости у Дональда Дака (озвучен Кларенсом Нэшем). Вот только Дональда предпочитает есть их сам, а не раздавать, и поэтому жестоко разыгрывает ребят: вместо конфет подсовывает им петарды и обливает их водой. Хэйзел решает помочь малышам, и пытается заговорить с Дональдом, открыто представляясь ведьмой, но Дональд обливает водой и её. Тогда ведьма и дети объединяют свои усилия, чтобы проучить вредного Дональда.
Ведьма варит колдовское зелье, которым опрыскивает неодушевлённые предметы и те оживают: хеллоуинская тыква, кисточка для краски, столбы от забора (превращаются в призраков) и другие. Дональд, увидев летящую в небе ведьму с племянниками и всех созданных ею монстров, пугается по-настоящему. Хэйзел с утятами врывается в его дом и требует угощений. Дональд сперва сдаётся, но услышав, как Хэйзел назвала его «слабым противником», сразу запирает все угощения обратно и глотает ключ от шкафчика со сладостями. Тогда ведьма опрыскивает зельем его ноги, и те перестают слушаться хозяина: сами пускаются в пляс, пытаясь выбить ключ из Дональда. Наконец это удаётся, но разозлившийся селезень просто кидает ключ под дверь кладовки, делая его недосягаемым. Тогда Хэйзел усиливает заклинание и заставляет ноги Дональда выбить дверь его головой, что в итоге срабатывает. Билли, Вилли и Дилли собирают разлетевшиеся по комнате сласти, а Хэйзел улетает по своим делам.

## Наследие
- Этот мультфильм был включён в мульт-шоу «Хеллоуин Диснея» (англ. A Disney Halloween) (1980-е), англ. Disney's Halloween Treat (1982), в мультфильм «Дом злодеев. Мышиный дом» (2001), в качестве бонуса к DVD (издание 2000 года) «Чёрный котёл» (1985).